# Piscine du parc des sports
La piscine du parc sportif (finnois : Urheilupuiston uimahalli) est une piscine située dans le parc des sports de Kouvola en Finlande.

## Présentation
La piscine a été conçue par Jorma Järvi, l'architecte qui a conçu le Piscine olympique d'Helsinki, et achevée par Erkki Heloma après sa mort.
La piscine comprend un bassin principal de 25 mètres à six couloirs et profond de 1,5 à 4,5 m, un bassin pour enfants profond de 0,7 à 1 m et un bassin extérieur de 6 × 20 mètres profond de 0,8 à 1,2 m.
En été, le public peut profiter de la zone de loisirs extérieure de 11 880 m2 autour du bassin  extérieur, d'une aire de jeux pour enfants et d'une grande pelouse et d'un espace pour bronzer..
La piscine a aussi une tribune intérieure de 300 sièges, ainsi que deux gymnases et une cafétéria.